# Musiques de Full Metal Panic!
Cet article liste les albums et single associés aux séries d'anime adaptée des romans Full Metal Panic!.

## Full Metal Panic!

### Génériques
Interprétés par Mikuni Shimokawa et édités par Pony Canyon.
ASIN:B00005V1M7
|       | Titre japonais | Translittération |
| ----- | -------------- | ---------------- |
| Début | tomorrow       | tomorrow         |
| Fin   | 枯れない花     | Karenai Hana     |

### Full Metal Panic! OST 1
Composé par Toshihiko Sahashi. JAN:4988013324008.
| #   | Titre anglais                        | Titre japonais                     | Titre japonais                     | Durée |
| #   | Titre anglais                        | Kanji                              | Romaji                             | Durée |
| --- | ------------------------------------ | ---------------------------------- | ---------------------------------- | ----- |
| 1.  | "tomorrow"                           | tomorrow（オープニング・テーマ）   |                                    | 3:38  |
| 2.  | "Before the Storm"                   | 嵐の前                             | Arashi no Mae                      | 2:25  |
| 3.  | "Subtitle"                           | サブタイトル                       |                                    | 0:09  |
| 4.  | "Whisperings"                        | ささやき                           | Sasayaki                           | 1:05  |
| 5.  | "Check List"                         | チェック・リスト                   |                                    | 1:43  |
| 6.  | "Fighting M9"                        | 戦うM9                             | Tatakau M9                         | 1:25  |
| 7.  | "Conspiracy"                         | コンスピラシー                     |                                    | 2:12  |
| 8.  | "Nine Dragons"                       | 九つの龍                           | Kokonotsu no Ryu                   | 2:01  |
| 9.  | "No Mercy"                           | ノー・マーシー                     |                                    | 1:56  |
| 10. | "Black Operation"                    | ブラック・オペレーション           |                                    | 2:20  |
| 11. | "Eye Catch"                          | アイキャッチ                       |                                    | 0:07  |
| 12. | "Plan 1056"                          | プラン1056                         |                                    | 2:19  |
| 13. | "Trio at the Dinner Table"           | トリオの食卓                       | Torio No Shokutaku                 | 1:25  |
| 14. | "Our School"                         | 我らがまなびや                     | Wareraga Manabiya                  | 1:18  |
| 15. | "Scolding and Excuses"               | 叱責と弁解                         | Shisseki to Benkai                 | 1:07  |
| 16. | "Cool Running"                       | クール・ランニング                 |                                    | 2:07  |
| 17. | "Kaname's Kitchen"                   | かなめのキッチン                   | Kaname no Kitchen                  | 1:55  |
| 18. | "Kaname's Pajamas"                   | かなめのパジャマ                   | Kaname no Pajama                   | 2:08  |
| 19. | "A Peaceful Night"                   | かくも平和な夜                     | Kakumo Heiwana Yoru                | 1:44  |
| 20. | "A Compounding Problem"              | こじれる問題                       | Kojireru Mondai                    | 0:52  |
| 21. | "Walking the Kitten"                 | 仔猫の散歩                         | Koneko no Sanpo                    | 1:18  |
| 22. | "Goro Kadokawa and the Suppin Girls" | 角川五郎とすっぴんガールズです     | Kadokawa Gorō to Suppin Girls Desu | 1:06  |
| 23. | "Gung-ho Guy?"                       | 特攻野郎？                         | Tokkō Yarō?                        | 1:16  |
| 24. | "Neverwilting Flower"                | 枯れない花（エンディング・テーマ） | Karenai Hana                       | 4:31  |

### Full Metal Panic! OST 2
Composé par Toshihiko Sahashi. JAN:4988013358409.
| #   | Titre anglais                       | Titre japonais             | Titre japonais                   | Durée |
| #   | Titre anglais                       | Kanji                      | Romaji                           | Durée |
| --- | ----------------------------------- | -------------------------- | -------------------------------- | ----- |
| 1.  | "The Man Who Came In From The Cold" | 寒い国からきた男           | Samui kuni kara kita Otoko       | 2:27  |
| 2.  | "Scoundrels"                        | ならず者部隊               | Narazumono Butai                 | 1:28  |
| 3.  | "Under the Surface"                 | 水面下の状景               | Suimenka no Jōkei                | 1:04  |
| 4.  | "A Picture"                         | 写真                       | Shashin                          | 1:05  |
| 5.  | "The Overture of a Reckless Run"    | 直立不動は暴走の序曲       | Chokuritsu fudō wa Bousō Jokyoku | 0:59  |
| 6.  | "Attending School"                  | 通学任務                   | Tsūgaku Ninmu                    | 1:23  |
| 7.  | "Safehouse"                         | 夕日のセーフハウス         | Yūhi no Safehouse                | 1:20  |
| 8.  | "Let's go home together..."         | 一緒に帰ろうよ…            | Isshoni Kaerōyo                  | 2:28  |
| 9.  | "The Captain is 16 Years Old!"      | 艦長は16歳                 | Kanchō wa 16 sai                 | 1:27  |
| 10. | "Tuatha De Danaan"                  | トゥアハー・デ・ダナン     |                                  | 2:00  |
| 11. | "Executive Orders"                  | 任務遂行指令               | Ninmu Suikō Shirei               | 1:46  |
| 12  | "Lady Chapel"                       | レディ・チャペル           |                                  | 1:28  |
| 13. | "Passing Each Other"                | すれ違う心                 | Surechigau Kokoro                | 1:32  |
| 14. | "Sad Little Bird"                   | 悲しい小鳥                 | Kanashii Kotori                  | 2:03  |
| 15. | Warmth                              | ぬくもり                   | Nukumori                         | 2:06  |
| 16. | The Empire of Darkness              | 暗やみの帝国               | Kurayami no Teikoku              | 1:54  |
| 17. | "Monster Film"                      | 怪獣映画                   | Kaijū Eiga                       | 1:32  |
| 18. | "Creeping"                          | クリーピング               |                                  | 1:33  |
| 19. | "The Savage Beast Presses"          | 猛獣がせまる               | Moujū ga Semaru                  | 1:31  |
| 20. | "Run Silent, Run Deep"              | 深く，静かに・・・・       | Fukaku, Shizuka ni....           | 2:01  |
| 21. | "Pursuit"                           | 迫撃                       | Hakugeki                         | 1:45  |
| 22. | "Counterattack"                     | 反撃開始                   | Hangeki Kaishi                   | 1:41  |
| 23. | "Fire at Will"                      | FIRE AT WILL               |                                  | 1:35  |
| 24. | "Direct Action"                     | ダイレクト・アクション     |                                  | 1:09  |
| 25. | "Hit & Run"                         | 高速離脱                   | Kousoku Ridatsu                  | 2:14  |
| 26. | "Hate is Exceeded"                  | 憎しみを越えて             | Nikushimi wo Koete               | 1:45  |
| 27. | "The End of the Fight"              | 戦い終えて                 | Tatakai Oete                     | 1:40  |
| 28. | "Epilogue"                          | エピローグ                 |                                  | 1:32  |
| 29. | "Take me out Marina Trench"         | Take me out Mariana trench |                                  | 1:49  |
| 30. | "Eye Catch"                         | アイキャッチ               |                                  | 0:20  |

## Full Metal Panic? Fumoffu

### Génériques
Interprétés par Mikuni Shimokawa, édité par Pony Canyon.
ASIN: B0000A8UZQ
|       | Titre japonais       | Translittération    |
| ----- | -------------------- | ------------------- |
| Début | それが、愛でしょう？ | Sore ga, Ai deshou? |
| Fin   | 君に吹く風           | Kimi ni Fuku Kaze   |

### Full Metal Panic? Fumoffu OST
Composé par Toshihiko Sahashi. フルメタル・パニック?ふもっふサウンドトラックアルバム chez Pony Canyon Records.
ASIN: B0000DJWDG
| #   | Titre anglais                       | Titre japonais       | Titre japonais                  | Durée |
| #   | Titre anglais                       | Kanji                | Romaji                          | Durée |
| --- | ----------------------------------- | -------------------- | ------------------------------- | ----- |
| 1.  | "Isn't That Love?"                  | それが、愛でしょう   | Sore ga, Ai deshō               | 5:14  |
| 2.  | "Going to School, and Following"    | 登校と尾行と         | Tōkō to Bikō to                 | 2:17  |
| 3.  | "Explosions like the Breeze"        | 爆風はそよ風のように | Bakufū wa soyokaze no yōni      | 1:51  |
| 4.  | "Leaving Memories Behind"           | 想い出を残して       | Omoide wo nokoshite             | 2:45  |
| 5.  | "Conspiracy of the Student Council" | 生徒会の陰謀         | Seitokai no Inbō                | 2:09  |
| 6.  | "Intrusion into the Campus"         | 校内潜入             | Kōnai Sennyu                    | 1:42  |
| 7.  | "Club Shutdown at Stake"            | 廃部を賭けて         | Haibu wo Kakete                 | 1:53  |
| 8.  | "Fear Within the School"            | 校内の恐怖           | Kōnai no Kyōfu                  | 1:58  |
| 9.  | "Preparations for Battle"           | 戦闘準備             | Sentō Junbi                     | 1:36  |
| 10. | "Enemies that Lurk in Town"         | 街角に潜む敵         | Machikado ni hisomu teki        | 1:35  |
| 11. | "Combat Operations"                 | 作戦行動             | Sakusen Kōdō                    | 1:41  |
| 12. | "Class Outside"                     | 校外学習             | Kagai Jugyo                     | 1:28  |
| 13. | "Honor and Properness"              | 仁義の花道           | Jingi no Hanamichi              | 1:32  |
| 14. | "Fumo Fumo Parade"                  | ふもふもパレード     |                                 | 0:57  |
| 15. | "Mascot Suits Attack"               | きぐるみ出撃         | Kigurumi Shutsugeki             | 2:08  |
| 16. | "Subtitle"                          | サブタイトル         |                                 | 0:12  |
| 17. | "Eye Catch"                         | アイキャッチ         |                                 | 0:13  |
| 18. | "Trap"                              | トラップ             |                                 | 1:49  |
| 19. | "Training, Training"                | 特訓、特訓           | Tokkun, Tokkun                  | 1:46  |
| 20. | "New Weapon System"                 | 新型兵器             | Shingata Heiki                  | 1:44  |
| 21. | "Town Painted Red in the Sunset"    | 黄昏に赤く染まる町内 | Tasogare ni akaku somaru chōnai | 2:13  |
| 22. | "Charge!"                           | とつにゅー           | Totsunyū                        | 1:04  |
| 23  | "Paradise GOGO"                     | PARADISE GOGO        |                                 | 1:24  |
| 24. | "Grueling Club Activities"          | 過酷な部活           | Kakoku na Bukatsu               | 1:41  |
| 25. | "The Tragic Class Leader"           | 悲劇のクラス委員     | Higeki no kurasu-iin            | 1:39  |
| 26. | "The fight is Endless"              | 果し合いは果てしなく | Hateshiai wa hateshinaku        | 3:11  |
| 27. | "Deadheat"                          | でっどひーと         |                                 | 1:37  |
| 28. | "Ghost Stories of the School???"    | 学校のかいだん？？？ | Gakkō no kaidan???              | 1:50  |
| 29. | "The Battlefield is the Classroom"  | 戦場は学び舎         | Senjō wa manabiya               | 1:29  |
| 30. | "Just the Two of Us..."             | ふたりで・・・       | Futari de...                    | 1:32  |
| 31. | "Awkward Thoughts"                  | 不器用な想い         | Bikiyō na omoi                  | 2:08  |
| 32. | "Even so, with Him"                 | それでも、あいつと   | Soredemo, Aitsu to              | 1:56  |
| 33. | "The Wind that Blows to You"        | 君に吹く風           | Kimi ni fuku kaze               | 4:40  |

## Full Metal Panic! The Second Raid

### Génériques
Interprétés par Mikuni Shimokawa, édités par Pony Canyon.
ASIN:B000A0H4RC
|       | Titre japonais       | Translittération         |
| ----- | -------------------- | ------------------------ |
| Début | 南風                 | Minami Kaze              |
| Fin   | もう一度君に会いたい | Mou ichido kimi ni aitai |

### Full Metal Panic! TSR OST
| #   | Titre anglais             | Titre japonais                  | Titre japonais                     | Durée |
| #   | Titre anglais             | Kanji                           | Romaji                             | Durée |
| --- | ------------------------- | ------------------------------- | ---------------------------------- | ----- |
| 1.  | "Southerly Wind"          | 南風 shibuya edit               | Minamikaze shibuya edit            | 2:39  |
| 2.  | "Shadowy Dealings"        | 暗躍                            | Anyaku                             | 1:53  |
| 3.  | "Sprint"                  | 疾走                            | Shissō                             | 2:30  |
| 4.  | "Course Change"           | 回顧                            | Kaiko                              | 2:37  |
| 5.  | "Peace"                   | 平穏                            | Heion                              | 1:59  |
| 6.  | "Friendship and Love"     | 友愛                            | Yūai                               | 1:49  |
| 7.  | "Troubled Mind"           | 苦悩                            | Kunō                               | 1:38  |
| 8.  | "Worries"                 | 懸念                            | Kennen                             | 2:10  |
| 9.  | "Tension"                 | 切迫                            | Seppaku                            | 2:32  |
| 10. | "Fate"                    | 宿命                            | Shukumei                           | 1:38  |
| 11. | "Invasion"                | 侵攻                            | Shinkō                             | 2:12  |
| 12. | "Conflict"                | 対峙                            | Taiji                              | 2:15  |
| 13. | "Command"                 | 指令                            | Shirei                             | 2:40  |
| 14. | "Strike"                  | 出撃                            | Shutsugeki                         | 2:22  |
| 15. | "CQC"                     | 格闘                            | Kakutō                             | 2:13  |
| 16. | "Run"                     | 疾駆                            | Shikku                             | 2:35  |
| 17. | "Counter Strike"          | 反撃                            | Hangeki                            | 2:44  |
| 18. | "Victory"                 | 勝利                            | Shōri                              | 4:10  |
| 19. | "I want to see you again" | もう一度君に会いたい ebisu edit | Mouichido Kimi ni Aitai ebisu edit | 2:04  |